# Politikåret 1847

## Händelser
- 26 juli – Republiken Liberia utropas i Västafrika.[1]

### Fotnoter
1. ↑  ”Liberia” (på engelska). World Statesmen. http://www.worldstatesmen.org/Liberia.htm. Läst 29 juli 2015.